# Drosophila desertorum
Drosophila desertorum är en tvåvingeart som beskrevs av Wasserman 1962. Drosophila desertorum ingår i släktet Drosophila och familjen daggflugor.
Artens utbredningsområde är Mexiko.